# Karl Hoffmann (Geistlicher, 1887)
Karl Hoffmann (* 8. Mai 1887 in Langenberg; † 22. Februar 1968 in Limburg an der Lahn) war ein deutscher Pallottiner und von 1937 bis 1947 Generalrektor.
Am 9. Juli 1911 wurde er zum Priester geweiht. Er promovierte in Theologie und spezialisierte sich in der Missiologie an der westfälischen Wilhelms-Universität Münster. 1920 wurde er Professor am Kolleg in Limburg. 14 Jahre hielt er Vorlesungen über das Alte Testament. Drei Jahre war er Rektor des Hauses. 1931 wurde er Generalprokurator des Ordens.
Von 1937 bis 1947 war er Generalrektor des Ordens und danach sechs Jahre Vizegeneral. Danach kehrte er nach Limburg zurück und hielt Vorträge über Kirchengeschichte, die Geschichte der Pallottiner und die Spiritualität des heiligen Vincenzo Pallotti. Er starb im Alter von 80 Jahren in Limburg.